# Jekatierina Bukina
Jekatierina Borisowna Bukina (ros. Екатерина Борисовна Букина; ur. 5 maja 1987) – rosyjska zapaśniczka walcząca w stylu wolnym. Brązowa medalistka olimpijska z Rio de Janeiro 2016 w kategorii 75 kg.
Wicemistrzyni mistrzostw świata w 2011 i brązowa w 2010. Triumfatorka mistrzostw Europy w 2020; druga w 2018, 2010 i trzecia w 2014. Wicemistrzyni igrzysk europejskich w 2015. Triumfatorka uniwersjady w 2013. Druga na akademickich MŚ w 2008. Piąta w indywidualnym Pucharze Świata w 2020. Druga w Pucharze Świata w 2011, 2014 i 2015; czwarta w 2012 i szósta w 2019. Wicemistrzyni świata juniorów w 2007 i trzecia w 2006. Mistrzyni Rosji w 2010, 2011 i 2013 – 2016 i 2018 roku.